# Stefan Herzberg
Stefan Andreas Herzberg (* 13. Mai 1956 in Pirmasens) ist ein pensionierter deutscher Diplomat. Er war von 2018 bis 2022 Botschafter der Bundesrepublik Deutschland in Peru.

## Leben
Herzberg begann nach dem Abitur 1975 und der Ableistung des Grundwehrdienstes bei der Bundeswehr 1976 ein Studium der Rechtswissenschaften, das er 1981 mit dem Ersten Juristischen Staatsexamen abschloss. Nach Ableistung des Rechtsreferendariats zwischen 1981 und 1984 legte er das Zweite Juristische Staatsexamen ab. Im Anschluss absolvierte er bis 1987 ein weiteres postgraduales Studium der Rechtswissenschaften an der Hitotsubashi-Universität, das er mit einem Master abschloss.

## Laufbahn
1987 absolvierte Herzberg den Vorbereitungsdienst für den höheren Auswärtigen Dienst und war bis 1989 in der Zentrale des Auswärtigen Amtes in Bonn eingesetzt. Von 1989 bis 1992 war er Referent in der Botschaft Tokio (Japan). Nachdem er von 1992 bis 1996 erneut im Auswärtigen Amt verwendet wurde, war er zwischen 1996 und 1998 ständiger Vertreter des Leiters der Botschaft La Paz (Bolivien). Nach seiner Rückkehr war er von 1998 bis 1999 Leiter einer Arbeitsgruppe sowie zwischen 1999 und 2001 stellvertretender Referatsleiter im Auswärtigen Amt.
Nachdem Herzberg von 2001 bis 2003 an der Botschaft Washington tätig gewesen war, fungierte er zwischen 2003 und 2005 als Leiter der Politischen Abteilung der Botschaft Peking (Volksrepublik China). Er leitete von 2005 bis 2006 einen Arbeitsstab im Auswärtigen Amt und wechselte danach zum Presse- und Informationsamt der Bundesregierung, in dem er zwischen 2006 und 2010 Leiter des Referats 302 (Außen-, Sicherheits- und Entwicklungspolitik) war. Daraufhin war er von 2011 bis 2015 ständiger Vertreter des Leiters der Botschaft Tokio.
Im Juli 2015 wurde Herzberg Botschafter der Bundesrepublik Deutschland in Venezuela. Im Oktober 2018 wurde er Botschafter in Peru Mit Ablauf des Monats Juni 2022 trat Herzberg mit Erreichen der Altersgrenze in den Ruhestand.